# Burhabalanga
Die Burhabalanga (oder Budhabalanga) ist ein Fluss im indischen Bundesstaat Odisha.
Die Burhabalanga entspringt im Similipalgebirge, einem bewaldeten Höhenzug der Ostghats, auf etwa 1000 m Höhe im Distrikt Mayurbhanj.
Sie fließt anfangs nach Norden. Im Barehipani-Wasserfall fällt der Fluss 399 m tief. Später dreht der Fluss nach Osten. Nach Einmündung der Katra wendet sich die Burhabalanga in Richtung Südsüdost. Dabei umfließt sie das Similipalgebirge. Sie durchfließt die Stadt Baripada und schlängelt sich durch die Küstenebene. Ihr Unterlauf liegt im Distrikt Baleswar. Der Sono mündet rechtsseitig in den Fluss. Anschließend passiert die Burhabalanga die Distrikthauptstadt Baleswar und erreicht nördlich der Ortschaft Chandipur den Golf von Bengalen.
Die Burhabalanga ist 198 km lang. Ihr Einzugsgebiet umfasst 4840 km².